# Vivian (Band)

Vivian

Vivian ist eine Schweizer Musikgruppe aus Zell.

## Bandgeschichte

Vivian und Status Quo

Sie wurde 1998 gegründet und erhielt im selben Jahr den Titel „Newcomer des Jahres“ in Luzern. Kurze Zeit später erhielt die Gruppe um Frontmann Roger Vivian ihren ersten Plattenvertrag bei Sony BMG Music Entertainment. Die Band spielt ein musikalisches Gemisch aus Pop, Rock und Punk. Der Titel „Only One“ vom Debüt-Album „V“ wurde ihr erster Radiohit in der Schweiz. Nach der Veröffentlichung des zweiten Albums „Alive“ (Warner) trat die Gruppe u. a. beim Montreux Jazz Festival auf. Ihr drittes Album „Don’t Look Down“ kam 2005 in der Schweiz (Top 40) und 2006 in Deutschland auf den Markt. Der Song „None Of These Days“' wurde in der Schweiz schnell zum Radiohit. Vivian spielten u. a. als Toursupport für Status Quo. Im Mai 2007 kam das vierte Album „Vivianism“ (Fastball Music), das sich auch direkt wieder in den Schweizer Charts platzieren konnte. Die Single „Bad Creation“ schaffte den Sprung in die Airplaycharts. Unter anderem spielten Vivian in diesem Jahr auf dem renommierten Sweden Rock Festival.
2009 erschien das Album Nordic Hotel, das in Hamburg von Sandi Strmljan produziert wurde, und in die Schweizer Verkaufscharts einstieg. Die Single-Auskopplung Wanna Go To Mars – ein Duett mit Status Quo Frontmann Francis Rossi, schaffte den Einstieg in die Airplaycharts.
Außerdem kam es 2009 zur Zusammenarbeit mit ihrem Schweizer Kollegen Patrick Nuo. Gemeinsam veröffentlichten sie die Single The Sun.
Hauptsächlicher Songwriter der Band ist Leadsänger/Gitarrist Roger Vivian zusammen mit Texter und Produzent Mark Edward.

## Bandmitglieder

### Aktuelle Besetzung
- Roger Vivian (* 24. Juli 1979): Gesang, Gitarre
- Marcel Jeker (* 5. Dezember 1975): Gitarre
- Adrian Müller (* 21. November 1978): Bass
- Stefan Wicki (* 5. Juli 1973): Schlagzeug

### Ehemalige Mitglieder
- Dominik Hegi: Keyboard (bis 2003)

## Diskografie

### Alben
- 2001: V / BMG Ariola
- 2003: Alive  / CH 33 / Warner Music
- 2005: Don’t Look Down / CH 35 / TBA Records
- 2006: Don’t Look Down / Hammersound/BOB-Media
- 2007: Vivianism / CH 53 / Fastball Music
- 2009: Nordic Hotel / CH 92 / Fastball Music